# 全米映画俳優組合賞助演男優賞
全米映画俳優組合賞助演男優賞（ぜんべいえいがはいゆうくみあいしょうじょえんだんゆうしょう、Screen Actors Guild Award for Outstanding Performance by a Male Actor in a Supporting Role）は、映画俳優組合が映画男優に贈る賞である。

## 統計
| 最高記録                 | 主演男優                                                         | 主演男優 | 助演男優 | 助演男優 | 総計                                                       | 総計 |
| ------------------------ | ---------------------------------------------------------------- | -------- | --- | -------- | ---------------------------------------------------------- | ---- |
| 最多受賞者               | ダニエル・デイ＝ルイス                                           | 3        | マハーシャラ・アリ | 2        | ダニエル・デイ＝ルイス                                     | 3    |
| 最多候補者               | デンゼル・ワシントン                                             | 6        | クリス・クーパー、ジャレッド・レト、ウィレム・デフォー                                                                                              | 3        | レオナルド・ディカプリオ、デンゼル・ワシントン             | 6    |
| 受賞経験無しの最多候補者 | ジョージ・クルーニー、ライアン・ゴズリング、ヴィゴ・モーテンセン | 3        | クリス・クーパー | 3        | ジョージ・クルーニー                                       | 4    |
| 複数の候補者を持つ作品   | 『ショーシャンクの空に』                                         | 2        | 『バードケージ』、『ザ・コンテンダー』、『クラッシュ』、 『ノーカントリー』、『スリー・ビルボード』、『アイリッシュマン』、『イニシェリン島の精霊』 | 2        | 『イニシェリン島の精霊』                                   | 3    |
| 最年長受賞者             | デンゼル・ワシントン （『フェンス』、2017年）                    | 62       | クリストファー・プラマー （『人生はビギナーズ』、2012年）                                                                                           | 82       | クリストファー・プラマー （『人生はビギナーズ』、2012年）  | 82   |
| 最年長候補者             | アンソニー・ホプキンス （『ファーザー』、2020年）                | 83       | ロバート・デュヴァル （『ジャッジ 裁かれる判事』、2015年）                                                                                          | 83       | ロバート・デュヴァル （『ジャッジ 裁かれる判事』、2015年） | 83   |
| 最年少受賞者             | ニコラス・ケイジ （『リービング・ラスベガス』、1996年）          | 32       | ヒース・レジャー （『ダークナイト』、2009年） | 28       | ヒース・レジャー （『ダークナイト』、2009年）              | 28   |
| 最年少候補者             | ジェイミー・ベル （『リトル・ダンサー』、2001年）                | 14       | ジェイコブ・トレンブレイ （『ルーム』、2016年） | 9        | ジェイコブ・トレンブレイ （『ルーム』、2016年）            | 9    |

## 受賞及び候補者一覧
備考: 
- "†" - 同年のアカデミー助演男優賞受賞者
- "‡" - 同年のアカデミー助演男優賞候補者

### 1990年代
| 年   | 受賞及び候補者                   | 作品名                                  | 役名                                 |
| ---- | -------------------------------- | --------------------------------------- | ------------------------------------ |
| 1994 | マーティン・ランドー             | 『エド・ウッド』                        | ベラ・ルゴシ †                       |
| 1994 | サミュエル・L・ジャクソン        | 『パルプ・フィクション』                | ジュールス・ウィンフィールド ‡       |
| 1994 | チャズ・パルミンテリ             | 『ブロードウェイと銃弾』                | チーチ ‡                             |
| 1994 | ゲイリー・シニーズ               | 『フォレスト・ガンプ/一期一会』         | ダン・テイラー ‡                     |
| 1994 | ジョン・タトゥーロ               | 『クイズ・ショウ』                      | ハービー・ステンペル                 |
| 1995 | エド・ハリス                     | 『アポロ13』                            | ジーン・クランツ ‡                   |
| 1995 | ケヴィン・ベーコン               | 『告発』                                | ヘンリー・ヤング                     |
| 1995 | ケネス・ブラナー                 | 『オセロ』                              | イアーゴ                             |
| 1995 | ドン・チードル                   | 『青いドレスの女』                      | マウス・アレクサンダー               |
| 1995 | ケヴィン・スペイシー             | 『ユージュアル・サスペクツ』            | ロジャー・"ヴァーバル"・キント †     |
| 1996 | キューバ・グッディング・ジュニア | 『ザ・エージェント』                    | ロッド・ティドウェル †               |
| 1996 | ハンク・アザリア                 | 『バードケージ』                        | アガドール                           |
| 1996 | ネイサン・レイン                 | 『バードケージ』                        | アルバート・ゴールドマン             |
| 1996 | ウィリアム・H・メイシー          | 『ファーゴ』                            | ジェリー・ランディガード ‡           |
| 1996 | ノア・テイラー                   | 『シャイン』                            | デイヴィッド・ヘルフゴット（若年期） |
| 1997 | ロビン・ウィリアムズ             | 『グッド・ウィル・ハンティング/旅立ち』 | ショーン・マグワイア †               |
| 1997 | ビリー・コノリー                 | 『Queen Victoria 至上の恋』             | ジョン・ブラウン                     |
| 1997 | アンソニー・ホプキンス           | 『アミスタッド』                        | ジョン・クィンシー・アダムズ ‡       |
| 1997 | グレッグ・キニア                 | 『恋愛小説家』                          | サイモン・ビショップ ‡               |
| 1997 | バート・レイノルズ               | 『ブギーナイツ』                        | ジャック・ホーナー ‡                 |
| 1998 | ロバート・デュヴァル             | 『シビル・アクション』                  | ジェローム・フェイチャー ‡           |
| 1998 | ジェームズ・コバーン             | 『白い刻印』                            | グレン・ホワイトハウス †             |
| 1998 | デイビッド・ケリー               | 『ウェイクアップ!ネッド』               | マイケル                             |
| 1998 | ジェフリー・ラッシュ             | 『恋におちたシェイクスピア』            | フィリップ・ヘンズロー ‡             |
| 1998 | ビリー・ボブ・ソーントン         | 『シンプル・プラン』                    | ジェイコブ・ミッチェル ‡             |
| 1999 | マイケル・ケイン                 | 『サイダーハウス・ルール』              | ウィルバー・ラーチ †                 |
| 1999 | クリス・クーパー                 | 『アメリカン・ビューティー』            | フランク・フィッツ                   |
| 1999 | トム・クルーズ                   | 『マグノリア』                          | フランク・T・J・マッキー ‡           |
| 1999 | マイケル・クラーク・ダンカン     | 『グリーンマイル』                      | ジョン・コーフィ ‡                   |
| 1999 | ハーレイ・ジョエル・オスメント   | 『シックス・センス』                    | コール・シアー ‡                     |

### 2000年代
| 年   | 受賞及び候補者                 | 作品名                                  | 役名                                         |
| ---- | ------------------------------ | --------------------------------------- | -------------------------------------------- |
| 2000 | アルバート・フィニー           | 『エリン・ブロコビッチ』                | エドワード・L・マスリー ‡                    |
| 2000 | ジェフ・ブリッジス             | 『ザ・コンテンダー』                    | ジャクソン・エヴァンス ‡                     |
| 2000 | ウィレム・デフォー             | 『シャドウ・オブ・ヴァンパイア』        | マックス・シュレック ‡                       |
| 2000 | ゲイリー・オールドマン         | 『ザ・コンテンダー』                    | シェリー・ラニアン                           |
| 2000 | ホアキン・フェニックス         | 『グラディエーター』                    | コンモドゥス ‡                               |
| 2001 | イアン・マッケラン             | 『ロード・オブ・ザ・リング』            | ガンダルフ ‡                                 |
| 2001 | ジム・ブロードベント           | 『アイリス』                            | ジョン・ベイリー †                           |
| 2001 | ヘイデン・クリステンセン       | 『海辺の家』                            | サム・モンロー                               |
| 2001 | イーサン・ホーク               | 『トレーニング デイ』                   | ジェイク・ホイト ‡                           |
| 2001 | ベン・キングズレー             | 『セクシー・ビースト』                  | ドン・ローガン ‡                             |
| 2002 | クリストファー・ウォーケン     | 『キャッチ・ミー・イフ・ユー・キャン』  | フランク・アバグネイル・シニア ‡             |
| 2002 | クリス・クーパー               | 『アダプテーション』                    | ジョン・ラロシュ †                           |
| 2002 | エド・ハリス                   | 『めぐりあう時間たち』                  | リチャード・ブラウン ‡                       |
| 2002 | アルフレッド・モリーナ         | 『フリーダ』                            | ディエゴ・リベラ                             |
| 2002 | デニス・クエイド               | 『エデンより彼方に』                    | フランク・ウィテカー                         |
| 2003 | ティム・ロビンス               | 『ミスティック・リバー』                | デイヴ・ボイル †                             |
| 2003 | アレック・ボールドウィン       | The Cooler                              | シェリー・キャプロウ ‡                       |
| 2003 | クリス・クーパー               | 『シービスケット』                      | トム・スミス                                 |
| 2003 | ベニチオ・デル・トロ           | 『21グラム』                            | ジャック・ジョーダン ‡                       |
| 2003 | 渡辺謙                         | 『ラスト サムライ』                     | 勝元盛次 ‡                                   |
| 2004 | モーガン・フリーマン           | 『ミリオンダラー・ベイビー』            | エディ・"スクラップ・アイアン"・デュプリス † |
| 2004 | ジェイミー・フォックス         | 『コラテラル』                          | マックス・ドローチャー ‡                     |
| 2004 | ジェームズ・ガーナー           | 『きみに読む物語』                      | ノア・カルフーン（老年期）                   |
| 2004 | トーマス・ヘイデン・チャーチ   | 『サイドウェイ』                        | ジャック・コール ‡                           |
| 2004 | フレディ・ハイモア             | 『ネバーランド』                        | ピーター・ルウェリン・デイヴィス             |
| 2005 | ポール・ジアマッティ           | 『シンデレラマン』                      | ジョー・グールド ‡                           |
| 2005 | ドン・チードル                 | 『クラッシュ』                          | グラハム・ウォーターズ                       |
| 2005 | ジョージ・クルーニー           | 『シリアナ』                            | ボブ・バーンズ †                             |
| 2005 | マット・ディロン               | 『クラッシュ』                          | ジョン・ライアン ‡                           |
| 2005 | ジェイク・ジレンホール         | 『ブロークバック・マウンテン』          | ジャック・ツイスト ‡                         |
| 2006 | エディ・マーフィ               | 『ドリームガールズ』                    | ジェームス・"サンダー"・アーリー ‡           |
| 2006 | アラン・アーキン               | 『リトル・ミス・サンシャイン』          | エドウィン・フーヴァー †                     |
| 2006 | レオナルド・ディカプリオ       | 『ディパーテッド』                      | ビリー・コスティガン                         |
| 2006 | ジャッキー・アール・ヘイリー   | 『リトル・チルドレン』                  | ロニー・マゴーヴィー ‡                       |
| 2006 | ジャイモン・フンスー           | 『ブラッド・ダイヤモンド』              | ソロモン・バンディー ‡                       |
| 2007 | ハビエル・バルデム             | 『ノーカントリー』                      | アントン・シガー †                           |
| 2007 | ケイシー・アフレック           | 『ジェシー・ジェームズの暗殺』          | ロバート・フォード ‡                         |
| 2007 | ハル・ホルブルック             | 『イントゥ・ザ・ワイルド』              | ロン・フランツ ‡                             |
| 2007 | トミー・リー・ジョーンズ       | 『ノーカントリー』                      | エド・トム・ベル                             |
| 2007 | トム・ウィルキンソン           | 『フィクサー』                          | アーサー・イーデンス ‡                       |
| 2008 | ヒース・レジャー               | 『ダークナイト』                        | ジョーカー †                                 |
| 2008 | ジョシュ・ブローリン           | 『ミルク』                              | ダン・ホワイト ‡                             |
| 2008 | ロバート・ダウニー・Jr         | 『トロピック・サンダー/史上最低の作戦』 | カーク・ラザラス ‡                           |
| 2008 | フィリップ・シーモア・ホフマン | 『ダウト〜あるカトリック学校で〜』      | フリン神父 ‡                                 |
| 2008 | デーヴ・パテール               | 『スラムドッグ$ミリオネア』             | ジャマール・マリク                           |
| 2009 | クリストフ・ヴァルツ           | 『イングロリアス・バスターズ』          | ハンス・ランダ大佐 †                         |
| 2009 | マット・デイモン               | 『インビクタス/負けざる者たち』         | フランソワ・ピナール ‡                       |
| 2009 | ウディ・ハレルソン             | 『メッセンジャー』                      | トニー・ストーン ‡                           |
| 2009 | クリストファー・プラマー       | 『終着駅 トルストイ最後の旅』           | レフ・トルストイ ‡                           |
| 2009 | スタンリー・トゥッチ           | 『ラブリーボーン』                      | ジョージ・ハーヴイ ‡                         |

### 2010年代
| 年   | 受賞及び候補者                 | 作品名                                                | 役名                           |
| ---- | ------------------------------ | ----------------------------------------------------- | ------------------------------ |
| 2010 | クリスチャン・ベール           | 『ザ・ファイター』                                    | ディッキー・エクランド †       |
| 2010 | ジョン・ホークス               | 『ウィンターズ・ボーン』                              | ティアドロップ ‡               |
| 2010 | ジェレミー・レナー             | 『ザ・タウン』                                        | ジェームズ・コグリン ‡         |
| 2010 | マーク・ラファロ               | 『キッズ・オールライト』                              | ポール ‡                       |
| 2010 | ジェフリー・ラッシュ           | 『英国王のスピーチ』                                  | ライオネル・ローグ ‡           |
| 2011 | クリストファー・プラマー       | 『人生はビギナーズ』                                  | ハル・フィールズ †             |
| 2011 | ケネス・ブラナー               | 『マリリン 7日間の恋』                                | ローレンス・オリヴィエ ‡       |
| 2011 | アーミー・ハマー               | 『J・エドガー』                                       | クライド・トルソン             |
| 2011 | ジョナ・ヒル                   | 『マネーボール』                                      | ピーター・ブランド ‡           |
| 2011 | ニック・ノルティ               | 『ウォーリアー』                                      | パディ・コンロン ‡             |
| 2012 | トミー・リー・ジョーンズ       | 『リンカーン』                                        | タデウス・スティーブンス ‡     |
| 2012 | アラン・アーキン               | 『アルゴ』                                            | レスター・シーゲル ‡           |
| 2012 | ハビエル・バルデム             | 『007 スカイフォール』                                | ラウル・シルヴァ               |
| 2012 | ロバート・デ・ニーロ           | 『世界にひとつのプレイブック』                        | パット・ソリータ・シニア ‡     |
| 2012 | フィリップ・シーモア・ホフマン | 『ザ・マスター』                                      | ランカスター・ドッド ‡         |
| 2013 | ジャレッド・レト               | 『ダラス・バイヤーズクラブ』                          | レイヨン †                     |
| 2013 | バーカッド・アブディ           | 『キャプテン・フィリップス』                          | アブディワリ・ムセ ‡           |
| 2013 | ダニエル・ブリュール           | 『ラッシュ/プライドと友情』                           | ニキ・ラウダ                   |
| 2013 | マイケル・ファスベンダー       | 『それでも夜は明ける』                                | エドウィン・エップス ‡         |
| 2013 | ジェームズ・ガンドルフィーニ   | 『おとなの恋には嘘がある』                            | アルバート                     |
| 2014 | J・K・シモンズ                 | 『セッション』                                        | テレンス・フレッチャー †       |
| 2014 | ロバート・デュヴァル           | 『ジャッジ 裁かれる判事』                             | ジョセフ・パルマー ‡           |
| 2014 | イーサン・ホーク               | 『6才のボクが、大人になるまで。』                     | メイソン・エヴァンス・シニア ‡ |
| 2014 | エドワード・ノートン           | 『バードマン あるいは（無知がもたらす予期せぬ奇跡）』 | マイク・シャイナー ‡           |
| 2014 | マーク・ラファロ               | 『フォックスキャッチャー』                            | デイヴ・シュルツ ‡             |
| 2015 | イドリス・エルバ               | 『ビースト・オブ・ノー・ネーション』                  | コマンダント                   |
| 2015 | クリスチャン・ベール           | 『マネー・ショート 華麗なる大逆転』                   | マイケル・バリー ‡             |
| 2015 | マーク・ライランス             | 『ブリッジ・オブ・スパイ』                            | ルドルフ・アベル †             |
| 2015 | マイケル・シャノン             | 『ドリーム ホーム 99%を操る男たち』                   | リック・カーヴァー             |
| 2015 | ジェイコブ・トレンブレイ       | 『ルーム』                                            | ジャック                       |
| 2016 | マハーシャラ・アリ             | 『ムーンライト』                                      | ホアン †                       |
| 2016 | ジェフ・ブリッジス             | 『最後の追跡』                                        | マーカス・ハミルトン ‡         |
| 2016 | ヒュー・グラント               | 『マダム・フローレンス! 夢見るふたり』                | シンクレア・ベイフィールド     |
| 2016 | ルーカス・ヘッジズ             | 『マンチェスター・バイ・ザ・シー』                    | パトリック・チャンドラー ‡     |
| 2016 | デーヴ・パテール               | 『LION/ライオン 〜25年目のただいま〜』                | サルー・ブライアリー ‡         |
| 2017 | サム・ロックウェル             | 『スリー・ビルボード』                                | ジェイソン・ディクソン保安官 † |
| 2017 | スティーヴ・カレル             | 『バトル・オブ・ザ・セクシーズ』                      | ボビー・リッグス               |
| 2017 | ウィレム・デフォー             | 『フロリダ・プロジェクト 真夏の魔法』                 | ボビー・ヒックス ‡             |
| 2017 | ウディ・ハレルソン             | 『スリー・ビルボード』                                | ビル・ウィロビー署長 ‡         |
| 2017 | リチャード・ジェンキンス       | 『シェイプ・オブ・ウォーター』                        | ジャイルズ ‡                   |
| 2018 | マハーシャラ・アリ             | 『グリーンブック』                                    | ドン・シャーリー †             |
| 2018 | ティモシー・シャラメ           | 『ビューティフル・ボーイ』                            | ニック・シェフ                 |
| 2018 | アダム・ドライバー             | 『ブラック・クランズマン』                            | フィリップ・ジマーマン ‡       |
| 2018 | サム・エリオット               | 『アリー スター誕生』                                 | ボビー・メイン ‡               |
| 2018 | リチャード・E・グラント        | 『ある女流作家の罪と罰』                              | ジャック・ホック ‡             |
| 2019 | ブラッド・ピット               | 『ワンス・アポン・ア・タイム・イン・ハリウッド』      | クリフ・ブース †               |
| 2019 | ジェイミー・フォックス         | 『黒い司法 0%からの奇跡』                             | ウォルター・マクミリアン       |
| 2019 | トム・ハンクス                 | 『幸せへのまわり道』                                  | フレッド・ロジャース ‡         |
| 2019 | アル・パチーノ                 | 『アイリッシュマン』                                  | ジミー・ホッファ ‡             |
| 2019 | ジョー・ペシ                   | 『アイリッシュマン』                                  | ラッセル・ブファリーノ ‡       |

### 2020年代
| 年   | 受賞及び候補者               | 作品名                                                 | 役名                       |
| ---- | ---------------------------- | ------------------------------------------------------ | -------------------------- |
| 2020 | ダニエル・カルーヤ           | 『ユダ&ブラック・メシア 裏切りの代償』                 | フレッド・ハンプトン †     |
| 2020 | サシャ・バロン・コーエン     | 『シカゴ7裁判』                                        | アビー・ホフマン ‡         |
| 2020 | チャドウィック・ボーズマン   | 『ザ・ファイブ・ブラッズ』                             | ノーマン                   |
| 2020 | ジャレッド・レト             | 『リトル・シングス』                                   | アルバート・スパルマ       |
| 2020 | レスリー・オドム・Jr         | 『あの夜、マイアミで』                                 | サム・クック ‡             |
| 2021 | トロイ・コッツァー           | 『コーダ あいのうた』                                  | フランク・ロッシ †         |
| 2021 | ベン・アフレック             | 『僕を育ててくれたテンダー・バー』                     | チャーリー・モーリンガー   |
| 2021 | ブラッドリー・クーパー       | 『リコリス・ピザ』                                     | ジョン・ピーターズ         |
| 2021 | ジャレッド・レト             | 『ハウス・オブ・グッチ』                               | パオロ・グッチ             |
| 2021 | コディ・スミット＝マクフィー | 『パワー・オブ・ザ・ドッグ』                           | ピーター・ゴードン‡        |
| 2022 | キー・ホイ・クァン           | 『エブリシング・エブリウェア・オール・アット・ワンス』 | ウェイモンド・ワン †       |
| 2022 | ポール・ダノ                 | 『フェイブルマンズ』                                   | バート・フェイブルマン     |
| 2022 | ブレンダン・グリーソン       | 『イニシェリン島の精霊』                               | コルム‡                    |
| 2022 | バリー・コーガン             | 『イニシェリン島の精霊』                               | ドミニク‡                  |
| 2022 | エディ・レッドメイン         | 『グッド・ナース』                                     | チャールズ・カレン         |
| 2023 | ロバート・ダウニー・ジュニア | 『オッペンハイマー』                                   | ルイス・ストローズ †       |
| 2023 | スターリング・K・ブラウン    | 『アメリカン・フィクション』                           | クリフ‡                    |
| 2023 | ウィレム・デフォー           | 『哀れなるものたち』                                   | ゴドウィン・バクスター博士 |
| 2023 | ロバート・デ・ニーロ         | 『キラーズ・オブ・ザ・フラワームーン』                 | ウィリアム・ヘイル‡        |
| 2023 | ライアン・ゴズリング         | 『バービー』                                           | ケン‡                      |
| 2024 | キーラン・カルキン           | 『リアル・ペイン〜心の旅〜』                           | ベンジー・カプラン †       |
| 2024 | ジョナサン・ベイリー         | 『ウィキッド ふたりの魔女』                            | フィエロ・ティゲラール     |
| 2024 | ユーリー・ボリソフ           | 『ANORA アノーラ』                                     | イゴール‡                  |
| 2024 | エドワード・ノートン         | 『名もなき者/A COMPLETE UNKNOWN』                      | ピート・シーガー‡          |
| 2024 | ジェレミー・ストロング       | 『アプレンティス:ドナルド・トランプの創り方』          | ロイ・コーン‡              |

## エピソード
これまでに全米映画俳優組合賞助演男優賞を受賞しているにもかかわらず、同年のアカデミー助演男優賞を受賞できなかった男優が以下9名存在する。
- 1995年: エド・ハリス（『アポロ13』） - ケヴィン・スペイシー（『ユージュアル・サスペクツ』）に敗北
- 1998年: ロバート・デュヴァル（『シビル・アクション』） - ジェームズ・コバーン（『白い刻印』）に敗北
- 2000年: アルバート・フィニー（『エリン・ブロコビッチ』） - ベニチオ・デル・トロ（『トラフィック』）に敗北。デル・トロは全米映画俳優組合賞では主演男優賞を受賞していた。
- 2001年: イアン・マッケラン（『ロード・オブ・ザ・リング』） - ジム・ブロードベント（『アイリス』）に敗北
- 2002年: クリストファー・ウォーケン（『キャッチ・ミー・イフ・ユー・キャン』） - クリス・クーパー（『アダプテーション』）に敗北
- 2005年: ポール・ジアマッティ（『シンデレラマン』） - ジョージ・クルーニー（『シリアナ』）に敗北
- 2006年: エディ・マーフィ（『ドリームガールズ』） - アラン・アーキン（『リトル・ミス・サンシャイン』）に敗北
- 2012年: トミー・リー・ジョーンズ（『リンカーン』） - クリストフ・ヴァルツ（『ジャンゴ 繋がれざる者』）に敗北
- 2015年: イドリス・エルバ（『ビースト・オブ・ノー・ネーション』） - マーク・ライランス（『ブリッジ・オブ・スパイ』）に敗北

### 複数回受賞者
2回
- マハーシャラ・アリ（『ムーンライト』、『グリーンブック』）

### 複数回候補者
2回
- エド・ハリス（『アポロ13』、『めぐりあう時間たち』）
- ドン・チードル（『青いドレスの女』、『クラッシュ』）
- ジェフリー・ラッシュ（『恋におちたシェイクスピア』、『英国王のスピーチ』）
- クリストファー・プラマー（『終着駅』、『人生はビギナーズ』）
- ケネス・ブラナー（『オセロ』、『マリリン』）
- トミー・リー・ジョーンズ（『ノーカントリー』、『リンカーン』）
- アラン・アーキン（『リトル・ミス・サンシャイン』、『アルゴ』）
- ハビエル・バルデム（『ノーカントリー』、『007 スカイフォール』）
- フィリップ・シーモア・ホフマン（『ダウト』、『ザ・マスター』）
- ロバート・デュヴァル（『シビル・アクション』、『ジャッジ』）
- イーサン・ホーク（『トレーニングデイ』、『6才のボクが、大人になるまで。』）
- マーク・ラファロ（『キッズ・オールライト』、『フォックスキャッチャー』）
- クリスチャン・ベール（『ザ・ファイター』、『マネー・ショート』）
- ジェフ・ブリッジス（『ザ・コンテンダー』、『最後の追跡』）
- デーヴ・パテール（『スラムドッグ$ミリオネア』、『LION』）
- ウディ・ハレルソン（『メッセンジャー』、『スリー・ビルボード』）
- マハーシャラ・アリ（『ムーンライト』、『グリーンブック』）
- ジェイミー・フォックス（『コラテラル』、『黒い司法』）
- ロバート・デ・ニーロ（『世界にひとつのプレイブック』、『キラーズ・オブ・ザ・フラワームーン』）
- ロバート・ダウニー・ジュニア（『トロピック・サンダー』、『オッペンハイマー』）
- エドワード・ノートン（『バードマン』、『名もなき者』）

3回
- クリス・クーパー（『アメリカン・ビューティー』、『アダプテーション』、『シービスケット』）
- ジャレッド・レト（『ダラス・バイヤーズクラブ』、『リトル・シングス』、『ハウス・オブ・グッチ』）
- ウィレム・デフォー（『シャドウ・オブ・ヴァンパイア』、『フロリダ・プロジェクト』、『哀れなるものたち』）